# Epidendrosaurus ninchengensis
Epidendrosaurus ninchengensis es la única especie conocida del género extinto Epidendrosaurus ("lagarto sobre las ramas") de dinosaurio terópodo manirraptor, escansoriopterigido que vivió a finales del período Jurásico, hace aproximadamente 147 millones de años, en el Titoniense, en lo que hoy es Asia.

## Descripción
Es el primer dinosaurio no-aviano conocido que muestra claramente una adaptación a la vida arborícola. Su tercer dedo de la mano está muy elongado y muestra cierta similitud con el del aye-aye, un  pequeño lémur comedor de insectos de Madagascar que usa su largo dedo para escarbar en la madera en busca de su alimento. En la mayoría de los terópodos es el segundo dedo el más largo. El único espécimen conocido, IVPP V12653, muestra claras señales que era un individuo juvenil al momento de su muerte.  Debido a que se trata de un ejemplar que no ha alcanzado su desarrollo adulto, su tamaño es difícil de precisar, el espécimen tipo es diminuto, del tamaño de un gorrión. Este espécimen presentaba impresiones de plumas fosilizadas.

## Descubrimiento e investigación
Los esqueletos fósiles de Epidendrosaurus fueron recobrados del Lecho Daohugou del noreste de China. En el pasado, ha habido una cierta incertidumbre con respecto a la edad de estas camas. Varios trabajos han colocado los fósiles aquí desde el Jurásico medio hace aproximadamente 169 millones de años al Cretáceo inferior hace 122 millones de años. La edad de esta formación tiene implicaciones para la relación entre Epidendrosaurus y dinosaurios similares, así como para el origen de las aves en general. Una edad en el Jurásica medio significaría que los dinosaurios similares a aves en las camas de Daohugou son más viejos que la " primera ave", Archaeopteryx , del  Jurásico superior. La procedencia de  Scansoriopteryx es incierta, aunque Wang et al. en 2006, en su estudio de la edad de Daogugou, sugiera que probablemente provenga de las mismas camas, y es así un posible sinónimo   de Epidendrosaurus.
Un estudio del 2004 de He et al. en la edad del Lecho Daohugou la ubica en el Cretácico inferior, probablemente solamente algunos millones de años más antiguas que las camas sobrepuestas de Jehol de la Formación Yixian, donde Scansoriopteryx fue encontrado. El estudio de 2004 usa sobre todo datación radiométrica de la toba volcánica dentro del Lecho Daohugou para determinar su edad. Sin embargo, un estudio subsecuente por el de Gao & Ren cita el trabajo de He et al. Por no incluir bastantes especificadores y detalle en su papel, y también tomó la edición con su datación radiométrica de la toba volcánica de Daohugou. La toba, argumentan Gao y Ren que los cristales discutidos, contienen con una variedad de edades radiométricas diversas, algunos hasta mil millones años, así que usar fechas solamente de algunos de estos cristales no podrían determinar la edad total de los depósitos en los cuales Epidendrosaurus, junto con los otros fósiles de Daohugou, fueron encontrados. Gao y Ren de esta manera defendieron una edad en el Jurásico medio para los lechos basándose en la bioestratigrafía para marcar que se encuentran en el límite entre el Jurásico medio y superior.
Otro estudio publicado en 2006 Wang et al., encontró a la Formación Tiaojishan de 164-159 millones de años atrás, es cubierta por el Lecho Daohugou. Después de considerar la gran semejanza entre la fauna de Daohugou y la fauna de la Formación Yixian, los autores concluyeron que el Daohugou representa probablemente las etapas evolutivas más tempranas del Biota de Jehol, y por eso "pertenece al mismo ciclo de vulcanismo y sedimentación que la Formación Yixian del Grupo Jehol". Posteriormente en 2006, Liu et al. Publican su propio estudio sobre la edad del Lecho Daohugou esta vez usando la datación U-Pb en circones de las rocas volcánicas superiores y capas infrayacentes con fósiles de salamandras, las salamandras son de uso frecuente como fósil índice. Liu et al encontrado que las capas se formaron entre hace 164 a 158 millones de años, en mitad del Jurásico superior.
Ha habido un cierto grado de incertidumbre con respecto al estado del nombre  Epidendrosaurus. El espécimen tipo fue descrito en la versión en línea de la revista Naturwissenschaften el 21 de agosto de 2002, mientras que la versión impresa, idéntica a excepción de la fecha, no fue publicada hasta el 30 de septiembre de 2002. Sin embargo un espécimen muy similar llamado  Scansoriopteryx heilmanni fue descrito en el ejemplar del 1 de agosto de 2002 del The Dinosaur Museum Journal.
Estos dos especímenes son tan similares que pueden ser el mismo género, en este caso una estricta del artículo 21 del ICZN le daría prioridad a Scansoriopteryx. Sin embargo la revista en la que aparece Scansoriopteryx tiene muy poca circulación y la edición no fue distribuida hasta pasado 2 de septiembre de 2002, luego de la aparición electrónica de Epidendrosaurus. El conflicto se utiliza como ejemplo en una enmienda propuesta al ICZN que consideraría los artículos electrónicos con los identificadores del objeto de Digitaces, llamado comúnmente DOIs, que están posteriormente disponibles para impresión califican como " publicación para propósitos de nombres", que si se adoptara formalmente favorecerían  Epidendrosaurus. En la literatura científica, el género , Scansoriopteryx se ha tratado como el sinónimo más antiguo de Epidendrosaurus por Alan Feduccia y como sinónimo más moderno por Kevin Padian.

## Clasificación
Epidendrosaurus pertenece a la familia Scansoriopterygidae, "alas escaladoras", aunque la exacta ubicación de la familia es incierta. Estudios sobre las relaciones de Epidendrosaurus lo encuentran para ser un relativo cercano a las aves verdaderas y un miembro del clado Avialae.
El espécimen holotipo de Epidendrosaurus ninchengensis, número de catálogo IVPP-V12653, consiste sobre todo en las impresiones del hueso y sus contrapartes que indican una cola relativamente larga, a diferencia de la cola al parecer corta considerada en Scansoriopteryx, haciéndolos dos géneros separados y dejando sin sentido la discusión anterior.

## Paleobiología
Epidendrosaurus ha sido citado como un maniraptor arbóreo de acuerdo con la naturaleza alargada de la mano y de las especializaciones en el pie. Los autores indican que las manos largas y las garras fuertemente curvadas son adaptaciones para subir y moverse entre las ramas de los árboles. Ven esto como el primer paso en la evolución de las alas de los pájaros, indicando que los brazos llegaron a estar bien desarrollados para subir, y que este desarrollo lleva más adelante a la evolución de un ala capaz de vuelo. Indican que los brazos largos están más adaptados para trepar que para el vuelo, puesto que la mayoría de los pájaros voladores tienen manos relativamente cortas.
Zhang et al. También notan que los pies de  Epidendrosaurus es único entre los terópodos no aviares. Mientras que el  Epidendrosaurus el espécimen no preserva un hallux invertido, el dedo del pie del al revés visto en los pájaros modernos que se trepan, su pie era muy similar en la construcción a pájaros trepadores más primitivos como Cathayornis y Longipteryx. Estas adaptaciones para agarrarse en los cuatro miembros hacen que probablemente Epidendrosaurus haya pasado una cantidad significativa de tiempo en los árboles.
El espécimen tipo de Epidendrosaurus posee impresiones débiles de pluma preservadas en el extremo de la cola, similar al patrón encontrado en el dromeosáurido Microraptor. Mientras que las estrategias reproductivas de Epidendrosaurus sigue siendo desconocida, varios huevos fósiles minúsculos descubiertos en Phu Phok, Tailandia en cuyo interior estaba contenido el embrión de un dinosaurio de terópodo puede haber sido puesto por un pequeño dinosaurio similar a Epidendrosaurus o Microraptor. Los autores que describieron estos huevos estimaban el dinosaurio que pertenecieron habrían tenido el tamaño adulto de un moderno jilguero.